# All in the Game (película)
All in the Game es una película de drama y deporte de 2006, dirigida por Jim O’Hanlon, a cargo del guion estuvo Tony Grounds, el elenco está conformado por Danny Dyer, Ray Winstone, Ike Hamilton y Nicola Stephenson, entre otros. Este largometraje fue realizado por Boom y Tightrope Pictures, se estrenó el 11 de mayo de 2006.

## Sinopsis
Un mánager vehemente se debate entre la fidelidad hacia su hijo, un agente de fútbol no muy confiable, y el club de la ciudad donde nació. Esta odisea deportiva da a conocer el lado sombrío del juego.